# Condecoração

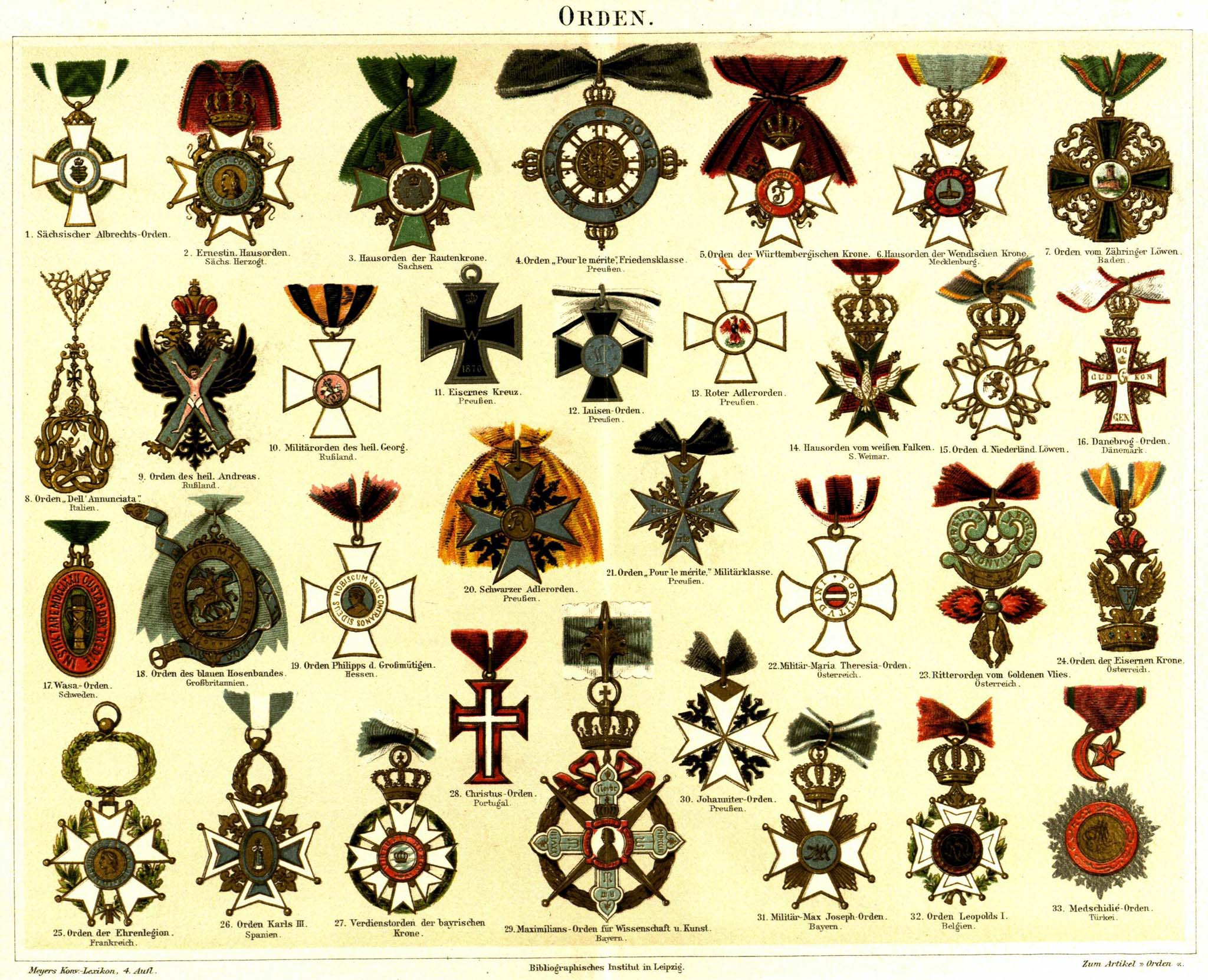
Diferentes condecorações de vários países em 1890

Condecoração ou condecoração de Estado é um prêmio ou ordem honorífica, concedido por um Estado a seus cidadãos ou estrangeiros; quando não são concedidas pelas Nações Unidas. Condecorações de Estado são normalmente classificadas em militares e civis. 

## Condecorações de Estado
Exemplos de condecorações:
- Medalha Presidencial da Liberdade - Estados Unidos
- Ordem de Mérito da República Italiana - Itália
- Ordem do Império Britânico - Reino Unido
- Ordem do Cruzeiro do Sul - Brasil
- Medalha Tiradentes - Brasil
- Cidadão Benemérito da Liberdade e da Justiça Social João Mangabeira - Brasil